# Burgerbelang Zutphen Warnsveld
Burgerbelang Zutphen Warnsveld is een lokale politieke partij in de Nederlandse gemeente Zutphen.

## Ontstaan en gemeenteraadsverkiezingen 2010
De partij is opgericht in december 2009 als afsplitsing van de VVD. Bij de gemeenteraadsverkiezingen van 2010 behaalde ze twee zetels. De partij verkreeg bekendheid door kritiek op de plannen van de gemeente Zutphen om aan de historische Broederenkerk een nieuw gebouw te realiseren waar de musea van de stad zouden worden ondergebracht. Dit plan had de naam 'Broederenklooster'. Onder de bevolking leefde veel weerstand tegen dit plan, omdat het Gideon-monument, op de open plek naast de kerk die gebruikt werd voor de 4 meiherdenkingen, zou moeten verdwijnen of verplaatst worden. De partij riep in 2014 op tot het houden van een referendum over dit onderwerp, maar dat voorstel werd door de gemeenteraad afgewezen.

## Gemeenteraadsverkiezingen 2014

### Collegevorming
In 2014 behaalde Burgerbelang vijf zetels. Daarmee doorbrak ze het automatisme waarmee de Partij van de Arbeid sinds de Tweede Wereldoorlog de grootste partij in de gemeenteraad was. Tijdens de collegeonderhandelingen ontstond er echter onduidelijkheid over het standpunt van de partij en haar fractievoorzitter over het Broederenklooster. Hierdoor mislukten de onderhandelingen en ontstond er onenigheid binnen de partij. Ook een tweede formatiepoging mislukte doordat de PvdA niet samen in het college wilde met de partij.
Bij de derde onderhandelingsronde, ingezet door formateur Helmi Huijbregts-Schiedon, viel Burgerbelang buiten de boot omdat de partij intern verdeeld was. De fractievoorzitter, tevens partijvoorzitter, schorste zelfs alle andere raadsleden van de partij. Na enkele maanden gaf deze politicus zijn verzet op en kon Burgerbelang verder met een nieuwe fractievoorzitter.

### Collegedeelname
Dit college liep snel tegen problemen aan doordat de wethouder namens de Socialistische Partij na drie maanden het veld moest ruimen vanwege slecht functioneren. Na een mislukte poging van de overige partijen (CDA, PvdA, VVD, GroenLinks) om als minderheidscollege verder te gaan, werd op advies van bemiddelaar Wim Dijkstra Burgerbelang uitgenodigd om deel te nemen aan het college. Vanaf november 2015 ging René Sueters als wethouder namens de partij deel uitmaken van het college van burgemeester en wethouders.
In 2017 besloten twee raadsleden de fractie van de partij te verlaten.

## Gemeenteraadsverkiezingen 2018

### Oppositie
Bij de gemeenteraadsverkiezingen van 21 maart 2018 behaalde de partij vier zetels. Andere partijen gaven aan vanwege de voorgedane afsplitsingen binnen de partij niet opnieuw in de coalitie te willen, waardoor de partij in de oppositie terecht kwam.
In 2020 besloot 1 raadslid de partij te verlaten en haar zetel mee te nemen, de raadsfractie ging met drie raadszetels verder.

## Gemeenteraadsverkiezingen 2022
Bij de verkiezingen van 2022 behield de partij de vier zetels, al groeide de partij door een toename in het aantal stemmen wel uit tot de tweede partij van de gemeente. Omdat de partij maar een paar stemmen tekort kwam voor een restzetel en er volgens de partij fouten en verkeerde correcties waren geweest bij het tellen kwam er op verzoek van Burgerbelang een hertelling bij negen stembureaus. De hertelling had een verandering in het aantal stemmen per partijen tot gevolg, maar leverde geen veranderingen in de zetelverdeling op. 
In 2022 trad de partij toe tot een College met GroenLinks, PvdA en D66. Fractievoorzitter en lijsttrekker Rick Verschure nam toen namens de partij plaats in het College. 

## Stroming en achterban
Men zou de partij ideologisch gezien kunnen typeren als centrumrechts, met veel programmatische overeenkomsten met de programma's van de lokale afdelingen van VVD en CDA. Ook zijn een aantal (prominente) (oud-) leden eerder actief geweest bij de VVD of CDA. De lokale partij behaalde in 2022 het beste resultaat in de Zutphense wijk Leesten, een wijk waar veel middenklasse gezinnen wonen.